# شارع السلطان سليمان (القدس)

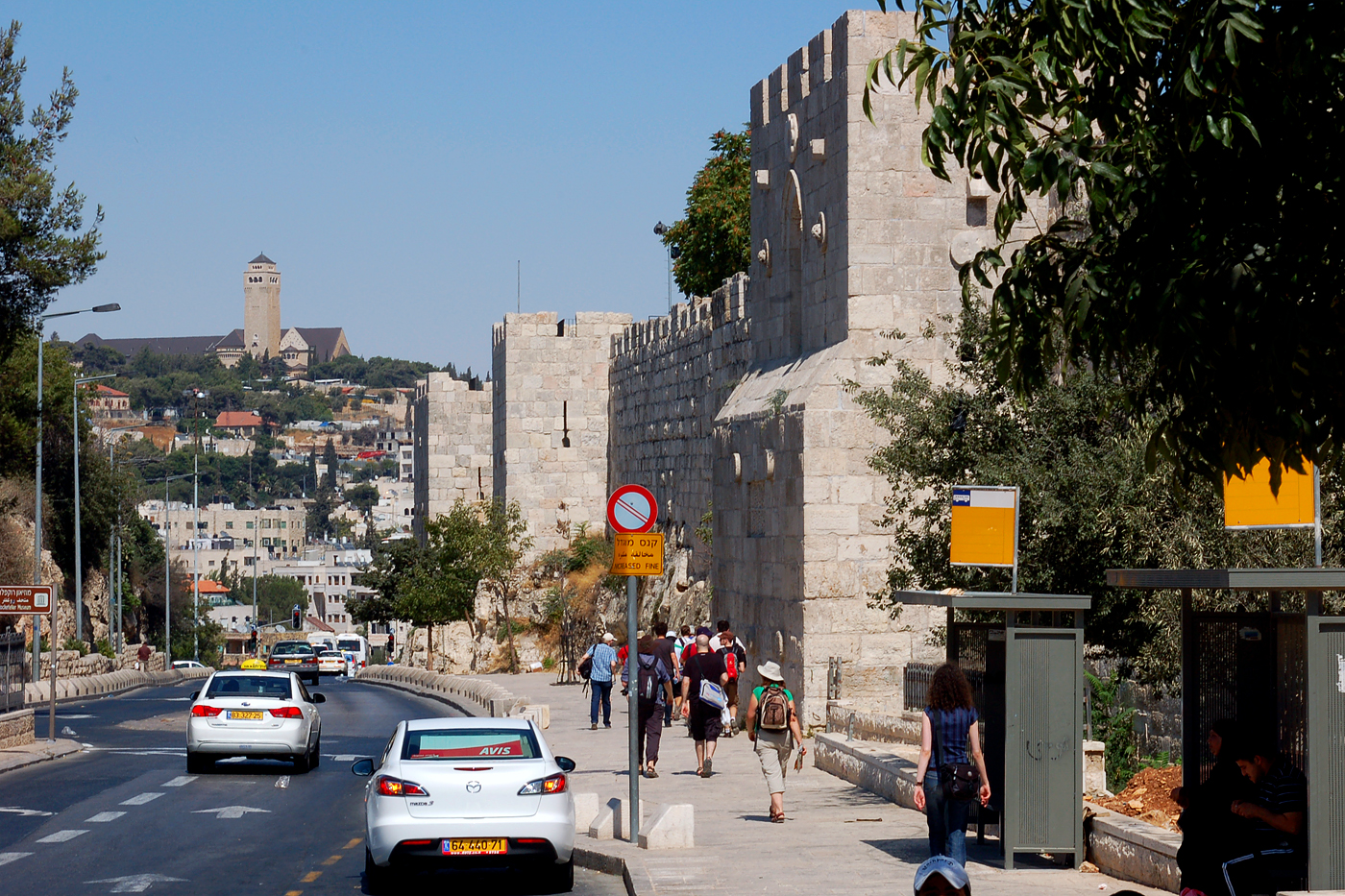
طريق السلطان سليمان يمتد على الحد الشمالي المحاذي لأسوار بلدة القدس القديمة.

طريق السلطان سليمان هو شارع يقع في الجزء الشرقي من مدينة القدس. يمتد على الحد الشمالي المحاذي لأسوار البلدة القديمة من الخارج. يربط طريق أريحا (شرق البلدة) بطريق 60 السريع (غربها)، والذي يلتقي به في نقطة تقع بين باب العامود و باب الجديد. سُميّ الشارع نسبةً إلى السلطان العثماني سليمان القانوني (1520-1566)، الذي يرجع اليه الفضل في تسوير البلدة القديمة على شكلها الحالي. تقع على الشارع عدة معالم، منها متحف فلسطين للآثار (روكفلر)، مغارة سليمان، مدرسة الراشدية الثانوية، محطة باصات السلطان سليمان، مقبرة الساهرة، وكلية شميدت الألمانية للبنات.

## وصلات خارجية
- أسوار البلدة القديمة كما تبدو من طريق السلطان سليمان